# O-Zone
O-Zone은 단 벌란(Dan Balan), 라두 스르부(Radu Sirbu), 아르세니에 토디라슈(Arsenie Toderas) (aka Arsenium)으로 이뤄진 팝 가수 그룹이다. 몰도바 사람들이었지만(Dragostea din tei의 공식 뮤직비디오 후반부에 몰도바의 국기가 나온다.) 밴드는 루마니아에서 시작되었다. 유로댄스 음악을 주로 연주했으며 드라고스테아 딘 테이(Dragostea din tei) 같은 싱글도 내놓았다. 1998년 2인조로 데뷔했으며 당시의 멤버는 단 벌란과 故 페트루 젤리호프스키로 구성되어 있었다. 1999년 Dar, Unde Ești의 출시 이후 젤리호프스키는 탈퇴했고 공개 오디션에서 아르세니에를 만났고, 아르세니에는 오디션 합격과 함께 2인조로 활동하게 된다. 이후 라두의 오디션을 성공적으로 끝낸 후 지금의 O-Zone이 되었다. 이후 몰도바에서 큰 인기를 얻자 더 많은 인정을 위해 루마니아에서 활동하기 시작했고 2003년 Despre Tine이 루마니아에서 차트 1위를 달리기도 했다.
하지만 유럽에서의 인기에도 불구하고 이 그룹은 미국 인기 차트에서는 항상 순위권 밑에 있었다. 드라고스테아 딘 테이의 영어 버전이 2005년 초에 나왔으나 3월 빌보드 잡지에서 72위 밖에 기록하지 못했다.
2005년에 개인적 사정으로 인해 그룹은 해체되었고 멤버들은 각자의 길을 가기 시작했다. 또한 O-Zone이 노래의 원작자인지에 대해 의견이 분분한 노래도 있다. 또 다른 루마니아 그룹 하이두치 ("The Outlaws")에서 그들의 노래임을 주장했다. 하지만 재판부에서 단 벌란이 이 곡의 작사, 작곡가인 것으로 밝혀져 O-Zone의 손을 들어준 바 있다.
2017년 5월, 이들은 유럽 콘서트를 통해 O-Zone을 재결성하겠다고 밝혔고, 5월 9일 짧게나마 재결성을 가졌다. 라두는 공연이 끝난 후 인터뷰에서 충분한 시간과 장소만 있다면 팬들을 위해 또 다시 같이 공연을 올릴 것이라고 밝혔다.

## 앨범

### 스튜디오 앨범
- Dar, Unde Ești (1999)
- Number 1 (2002)
- DiscO-Zone (2004)

### 싱글
- Numai Tu (2003)
- Dragostea din tei (Maiahi) (2004) UK #3; #1 Eurochart
- Despre Tine (2004)
- Mai Ya Hi (드라고스테아 딘 테이의 영문판) (2005) US #72